# Castelnau-le-Lez
Castelnau-le-Lez is een gemeente in het Franse departement Hérault in de regio Occitanie. De gemeente telde 25.404 inwoners op 1 januari 2022. De plaats maakt deel uit van het arrondissement Montpellier.

## Geschiedenis
De plaats is ontstaan in de late Bronstijd, aan het begin van het eerste millennium voor onze tijdrekening, op een heuvel. Op de zuidelijke rand van deze heuvel lag in de Gallo-Romeinse periode de halteplaats Sextantio, die zo werd genoemd omdat het de zesde halteplaats was op de Via Domitia vertrekkende vanuit Nîmes. In de vroege middeleeuwen kwam hier een kasteel om de oversteekplaats over de Lez te bewaken. In de 8e eeuw werd de bisschopszetel van Maguelone overgeplaatst naar Substantion, zoals de plaats toen heette. In de 11e eeuw verhuisde bisschop Arnaud de zetel terug naar Maguelone.
In die periode nam de plaats ook de naam Castellum novum aan. Stilaan werd Castelnau overschaduwd door Montpellier op de westelijke oever van de Lez. In de 18e en 19e eeuw bouwden rijke inwoners van die stad residenties in het landelijke Castelnau. De wijnbouw was er de belangrijkste activiteit. In de loop van de 20e eeuw werd de gemeente een voorstad van Montpellier.

## Geografie
De oppervlakte van Castelnau-le-Lez bedroeg op 1 januari 2022 11,18 vierkante kilometer; de bevolkingsdichtheid was toen 2.272,3 inwoners per km².
De onderstaande kaart toont de ligging van Castelnau-le-Lez met de belangrijkste infrastructuur en aangrenzende gemeenten.

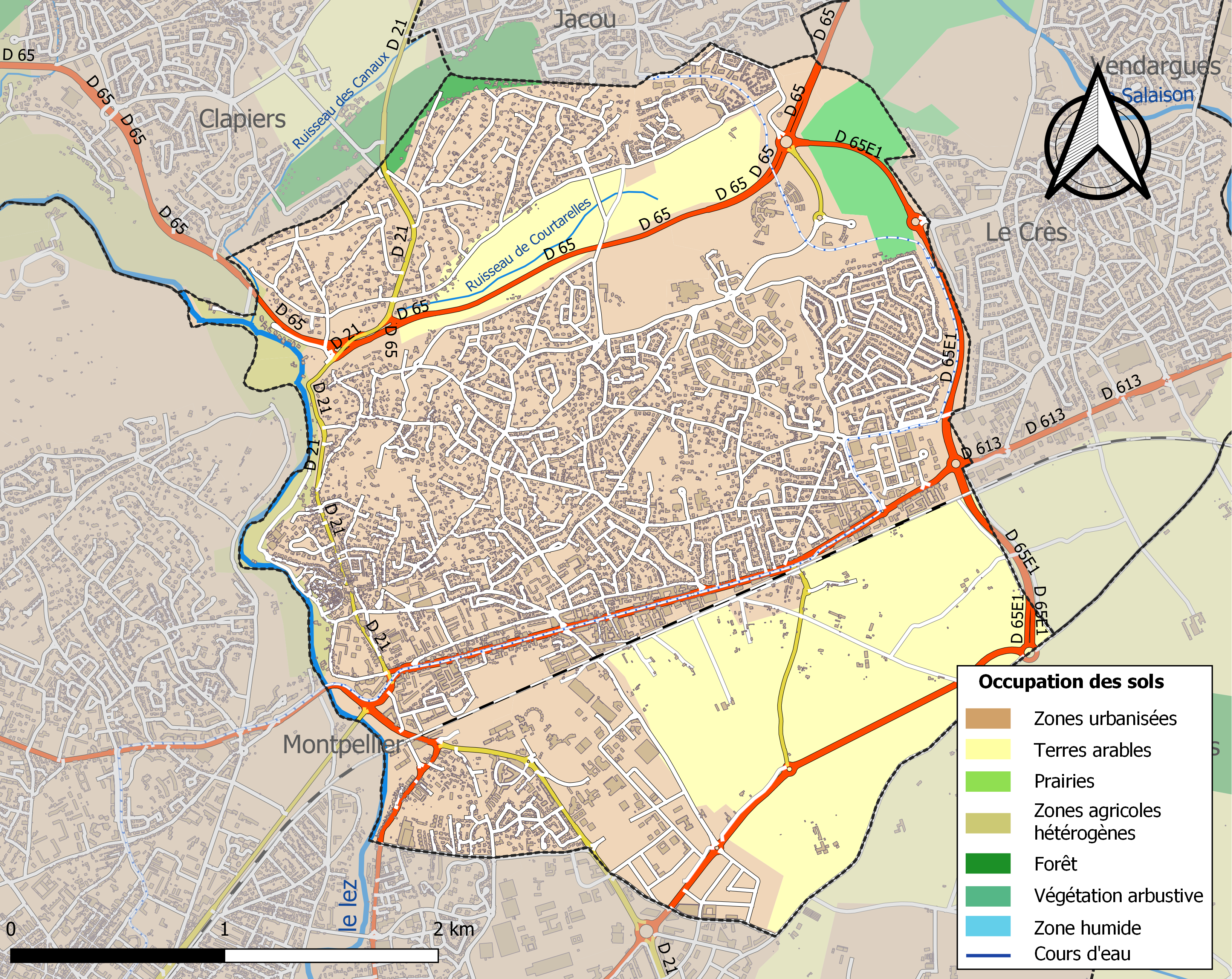

## Demografie
In 1789 telde de gemeente ongeveer 400 inwoners.
Onderstaande figuur toont het verloop van het inwonertal (bron: INSEE-tellingen).

## Bezienswaardigheden
- Kasteel van Verchant

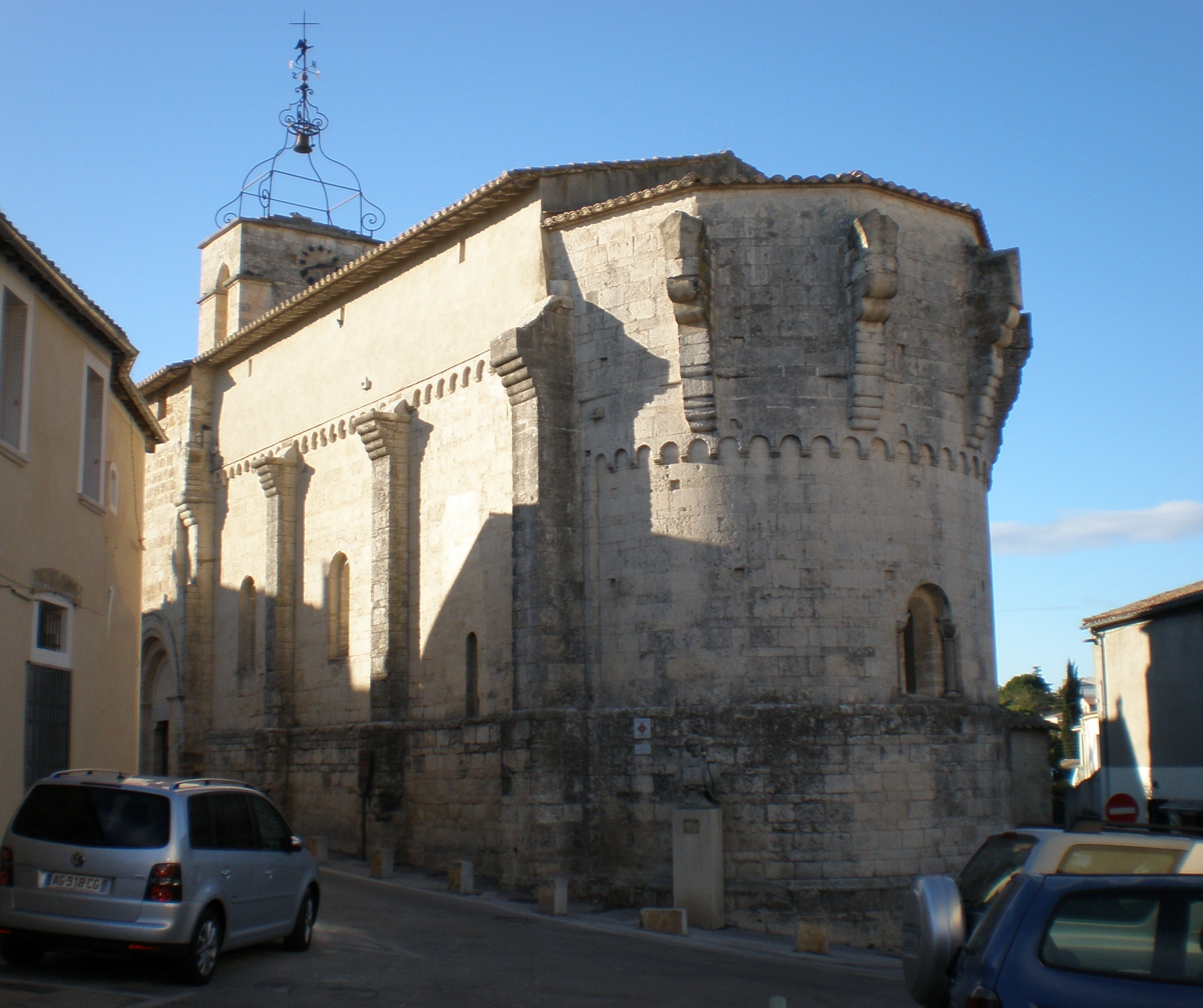
Kerk Saint-Jean-Baptiste

- Kerk Saint-Jean-Baptiste (12e en 13e eeuw met een toren uit de 14e eeuw)
- Watertoren (jaren 1950)
- Parc Monplaisir, stadspark

## Geboren
- Charles Amans (1891-1925), piloot